# The Show Must Go On (album)
Albums de Shirley Bassey
Sings the Movies
(1995) The Remix Album...Diamonds Are Forever
(2000)
The Show Must Go On est le trente-deuxième album studio de Shirley Bassey, sorti en 1996. Il est classé No. 47 au UK Albums Chart et remporte un disque d'argent moins d'une semaine après sa sortie.

## Liste des pistes
| No  | Titre                      | Auteur                                                   | Durée |
| --- | -------------------------- | -------------------------------------------------------- | ----- |
| 1.  | Slave to the Rhythm        | Bruce Woolley, Simon Darlow, Stephen Lipson, Trevor Horn | 5:01  |
| 2.  | You'll See                 | Madonna, David Foster                                    | 5:02  |
| 3.  | Every Breath You Take      | Sting                                                    | 3:39  |
| 4.  | Can I Touch You There      | Michael Bolton                                           | 4:47  |
| 5.  | I'll Stand By You (en)     | Chrissie Hynde, Tom Kelly, Billy Steinberg               | 3:46  |
| 6.  | When I Need You            | Albert Hammond, Carole Bayer Sager                       | 3:32  |
| 7.  | All Woman                  | Don Devaney, Andy Morris, Lisa Stansfield                | 6:21  |
| 8.  | He Kills Everything        | Peter Bischof-Fallenstein                                | 4:12  |
| 9.  | Where Is The Love          | Ralph MacDonald, William Salter                          | 3:29  |
| 10. | We've Got Tonight          | Bob Seger                                                | 4:03  |
| 11. | One Day I'll Fly Away (en) | Joe Sample, Will Jennings                                | 4:34  |
| 12. | Hello                      | Lionel Richie                                            | 4:11  |
| 13. | Baby Come To Me            | Rod Temperton                                            | 3:56  |
| 14. | Show Must Go On            | Queen                                                    | 4:18  |